# Ivan III
Ivan III (en russe : Иван III Васильевич), dit Ivan le Grand, né le 22 janvier 1440 et mort le 27 octobre 1505, est grand-prince de Vladimir et de Moscou de 1462 à 1505. Fils de Vassili II, il épouse Sophie Paléologue en 1472, qui lui apporte en dot le blason de l'Empire byzantin, l'Aigle à deux têtes. Il est le père de Vassili III (1479-1533), d'André de Staritsa (1490-1533) et de Youri (1480-1533). Son règne est important, car il marque une étape cruciale dans le développement territorial à partir de la principauté de Moscou du futur État russe. C'est sur les marches de la cathédrale de la Dormition qu'Ivan III déchira le traité qui soumettait Moscou au pouvoir de la Horde d'or et déclara ainsi l'indépendance de la Moscovie.

## Contexte
Au début du règne d'Ivan le Grand, en 1462, les anciennes principautés de la Rus' de Kiev se répartissent en trois grands ensembles : à l'ouest, celles passées sous domination lituanienne ; au sud-est, celles qui paient tribut à la Horde d'or, dont la principauté de Moscou ; au nord, les principautés de Novgorod, Pskov et Viatka, cherchant pour leur part à conserver leur indépendance. Par ailleurs, Ivan ne règne pas sans partage sur l'ensemble des principautés dépendant directement de la principauté de Moscou : ses quatre frères se partagent en effet les principautés patrimoniales de Riazan, Rostov, Iaroslavl et Tver.
Le but premier d'Ivan le Grand, durant tout son règne, fut l'agrandissement du territoire de sa principauté au détriment des terres voisines et le renforcement de son autorité au détriment de celles des princes patrimoniaux.

## La politique conquérante
Usant de la force, de la ruse et de liens matrimoniaux, Ivan parvient à annexer petit à petit les principautés russes voisines de la sienne. La dernière à être rattachée est Tver en 1485. Il élimine ses frères par la même occasion soit en les emprisonnant, soit en les faisant assassiner. Les populations des principautés acceptent ce changement de suzerain.
En 1471, Ivan le Grand s'attaque à la principauté indépendante de Novgorod. Il prend prétexte d'un traité d'union de celle-ci avec la Lituanie pour lui déclarer la guerre. Par ce traité, Novgorod acceptait un gouverneur polono-lituanien et le respect des franchises promises par le roi Casimir IV de Pologne. L'armée novgorodienne est taillée en pièces sur les bords de la rivière Chelon. La ville doit renoncer à son projet avec la Lituanie et payer à Moscou une énorme contribution.
À Novgorod, il existe un parti partisan du rattachement à la principauté de Moscou. En 1478, afin de contrecarrer la politique de la république de Novgorod , république indépendante et souveraine, qui tente de reformer une nouvelle fois une alliance avec la Lituanie, Ivan lance une nouvelle campagne, qu'il remporte sans combat, les armées de Novgorod s'étant désunies. Cette fois, il purge la ville des partisans de la Lituanie et profite de sa prise pour l'annexer définitivement. Il fait déporter 72 000 personnes supposées lui être hostiles vers la frontière orientale.
L'annexion de Novgorod élargit la frontière de la Moscovie jusqu'à l'océan Arctique.

## Relations avec la Horde d’or

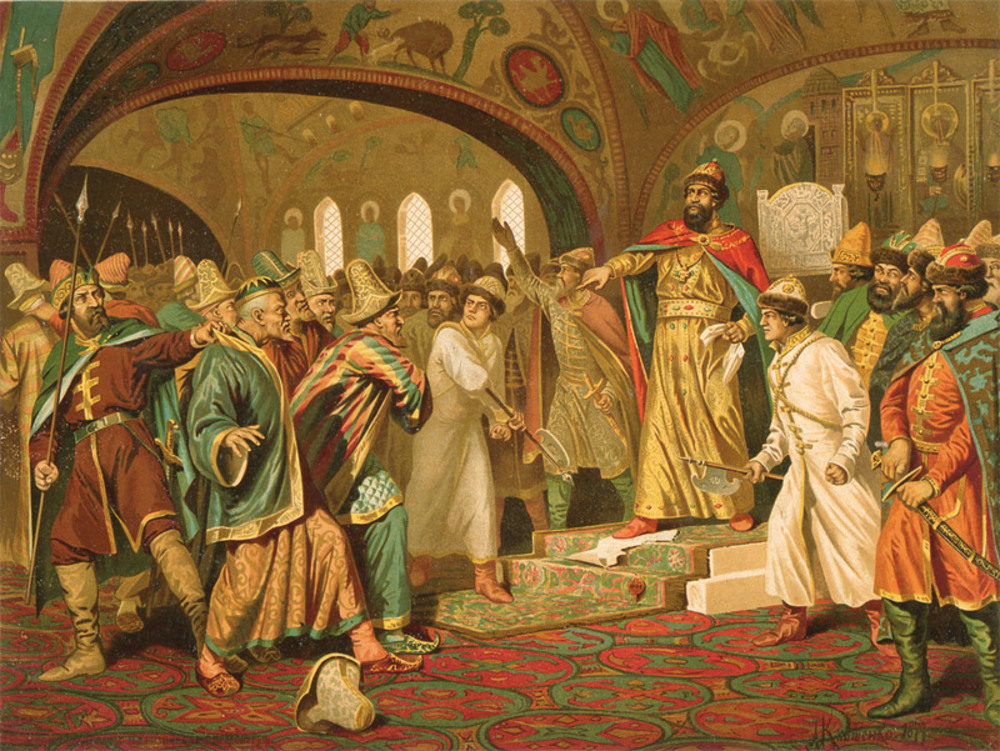
Ivan le Grand déchirant la lettre du Khan, peinture d'Alexeï Kivchenko.

Contrairement à ses prédécesseurs, Ivan le Grand adopte une politique agressive vis-à-vis de ses voisins immédiats, la Horde d'or et la Lituanie.
La Horde d'or n'est plus le puissant empire qui faisait trembler ses voisins au XIVe siècle. Trois khanats se sont détachés de la Horde (Kazan, Astrakhan et la Crimée) et pratiquent une politique indépendante. Théoriquement, Ivan doit toujours payer tribut au grand khan mais, de fait, il n'en tient plus compte. 
En 1480, le grand khan Ahmed décide de marcher sur Moscou. Ivan, qui a signé un traité d'aide mutuelle avec Mengli Giray, khan de Crimée, l'attend de pied ferme. Les deux armées prennent position sur l'Ougra et s'observent pendant plusieurs jours. Finalement, Ahmed préfère se retirer sans combattre. La dépendance de la Moscovie envers la Horde d'Or prend alors officiellement fin. Celle-ci sera anéantie en 1502 lors d'une guerre contre le khanat de Crimée. En 1487, Ivan lui-même s'était emparé du khanat de Kazan et avait placé à sa tête l'un de ses protégés.

## Relations avec la Lituanie
La fin du règne d'Ivan III fut marquée par les relations tendues avec la Lituanie. La guerre russo-lituanienne de 1500-1503 s'acheva par la victoire des Russes. Ils reçurent alors le cours de la haute Oka, les régions de la Desna avec ses affluents, une partie du cours de la basse Soj, le cours du haut Dniepr, les villes de Tchernigov et de Briansk, en tout 25 villes et 70 cantons. En 1510, la République de Pskov, fondée en 1348, rejoignit à son tour l'État moscovite. En 1514, après la guerre avec la Lituanie, la Russie s'empara de Smolensk. En 1521 s'achève le rassemblement de la terre russe par l'incorporation de la Principauté de Riazan, qui avait depuis longtemps perdu son autonomie. Cela aboutit à la formation de la Moscovie.
En 1492, l'union polono-lituanienne est temporairement rompue lorsque meurt Casimir IV Jagellon. Le trône lituanien est occupé par son fils Alexandre, celui de Pologne par son autre fils Jean-Albert. Cette même année, Ivan attaque la Lituanie, prenant prétexte les persécutions de prêtres orthodoxes. Par un traité signé en 1494, elle doit céder à Moscou les territoires situés sur le cours supérieur de l'Oka. De plus, le grand-duc doit reconnaître à Ivan le titre de souverain de toute la Russie. Celui-ci lui accorde la main de sa fille Elena.
Bientôt, Elena se plaint qu'on veuille la forcer à renier sa foi orthodoxe. C'est de nouveau la guerre. En 1500, les armées moscovites, aidées des troupes tatares de Crimée et de Kazan, entrent en Lituanie, battent les troupes du grand-duc et s'enfoncent jusqu'en Pologne. En 1503, un traité de paix est signé. Ivan garde toutes ses conquêtes occidentales : les régions de Smolensk, Polotsk et une partie de la région Tchernigov-Seversk.

## Moscou, la Troisième Rome
Le 12 novembre 1472, Ivan le Grand épouse Zoé Paléologue (qui prend le prénom de Sophie), nièce du dernier empereur byzantin, Constantin XI, tué lors de la prise de Constantinople par les Turcs en 1453. Sophie est la fille de Thomas Paléologue, despote de Morée dans le Péloponnèse. À la mort de son père, elle s'est retrouvée sous la tutelle du pape Sixte IV. Celui-ci espère par ce mariage favoriser l'entrée de la Russie dans le giron catholique. Le nonce, le cardinal Antoine Bonumbre, lui sert d'escorte pendant le voyage et accompagne d'ailleurs la princesse, mais le métropolite Philippe force le grand-prince Ivan III à lui refuser l'entrée dans Moscou. Il laisse cependant y pénétrer les artistes italiens qu'elle emmène. L'un d'eux, Aristotile Fioravanti, fut l'architecte de la cathédrale de la Dormition au Kremlin.

Emblème des Paléologues, l'Aigle à deux têtes.

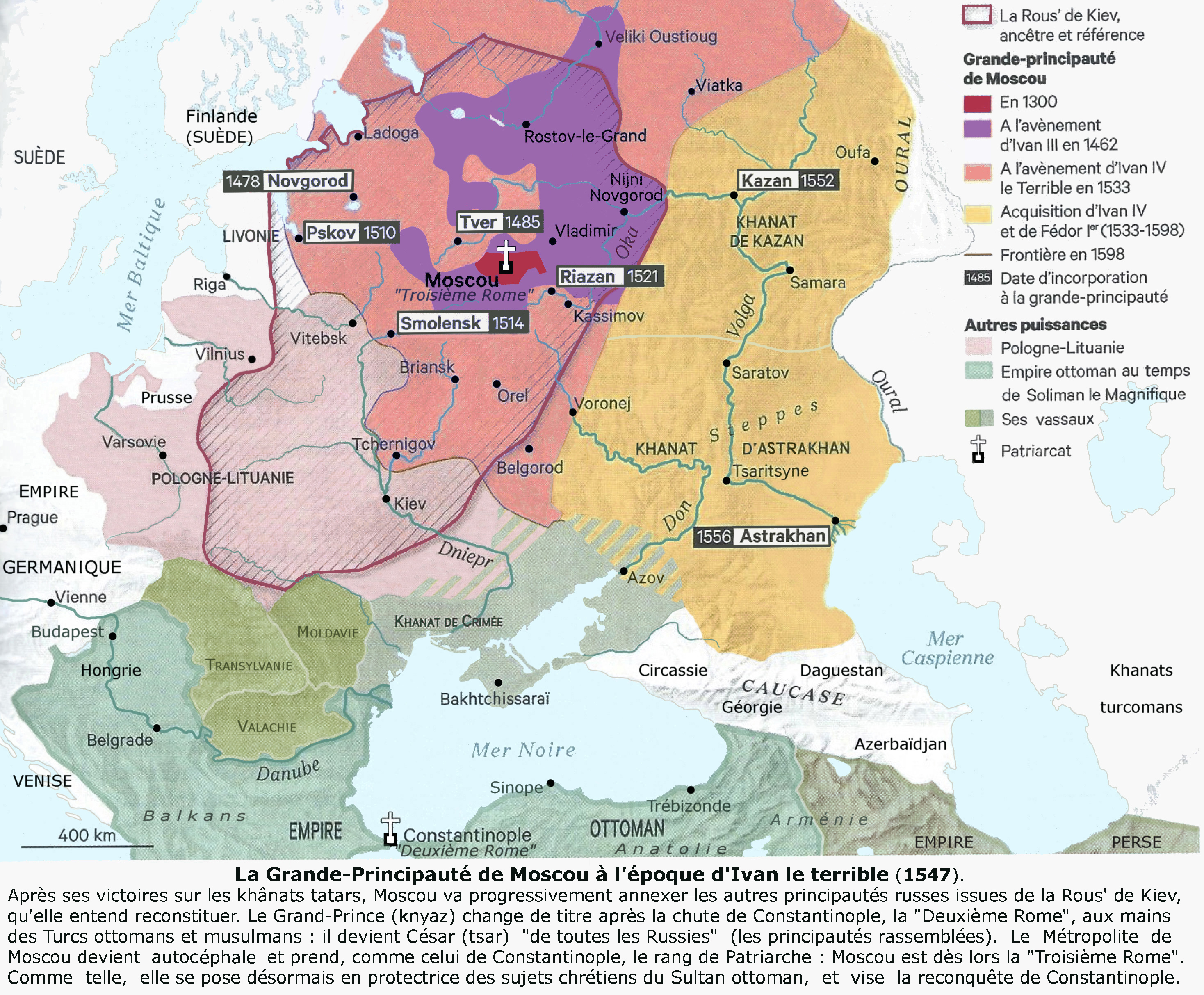
La Grande-principauté de Moscou et son expansion territoriale aux.

Le mariage d'Ivan et de Sophie est vu en Russie comme un symbole. Par sa présence, la nouvelle reine légitime Moscou dans sa prétention à être la « Troisième Rome ». Elle apporte en guise de dot à Ivan III le blason de l'Empire byzantin, l'Aigle à deux têtes, introduit au palais le cérémonial byzantin qui faisait du grand-prince de Moscou le successeur et l'héritier légitime des empereurs de Constantinople.
Parallèlement, Ivan III se construit à Moscou un pouvoir absolu sans précédent calqué sur celui des empereurs romains et byzantins; un pouvoir que les rois de France et d'Angleterre ne possèdent même pas à cette époque. La publication en 1497 du célèbre Code Soudiebnik (Justicier), premier code de lois russe compilé par le scribe Vladimir Goussev, démontre clairement ce pouvoir que le souverain russe est en train de concentrer entre ses mains. De plus, les Italiens et les Grecs arrivés avec Sophie l'influencent dans la création d'un État centralisé et d'un gouvernement que l'on qualifiera bientôt d'autocratique.
Lorsque Ivan le Grand décède en 1505, le résultat de cette politique aboutit à la formation de la Moscovie, le plus puissant État d’Europe orientale qui, depuis la fin du XVe siècle, commence à se désigner sous le nom de Russie. Ivan III est inhumé dans la 
cathédrale de l'Archange-Saint-Michel à Moscou.

## Place de l'Église dans l'État
La querelle la plus connue à l’intérieur de l'Église orthodoxe russe oppose les « possédants » (cтяжатели ,stiajateli) dont le porte-parole fut Joseph de Volok, Higoumène du monastère de Volokolamsk, près de Moscou, aux « non-possédants » (нестажатели, nestiajateli) dont le principal représentant était le moine Nil de la Sora, fondateur d'un skite sur la rivière Sora dans la région de Beloozero. Les premiers prônaient la nécessité d'une Église puissante et riche en parfaite « symbiose » avec le souverain, et les seconds condamnaient la propriété ecclésiastique, notamment celle des grands monastères et séparaient l'Église de l'État. Le concile de 1503 tranche en faveur des premiers, mais Nil de la Sora, tout comme son adversaire, Joseph de Volok, sont l'un comme l'autre canonisés.
Cette sacralisation de la famille régnante des princes de Moscou trouve encore un autre terrain d'expression littéraire dans l'hagiographie. Ce genre, particulièrement révélateur des aspirations du peuple russe en ces temps troublés, nous confirme combien les normes chrétiennes de comportement restent l'idéal permanent du peuple russe. 

## Mariages et descendance
Il épouse en premières noces Marie de Tver (1442-1467), fille du Grand-duc Boris de Tver, dont :
- Ivan (1458-1490), Grand-duc de Tver ; il épouse en 1482 Hélène (morte en 1505), fille d'Étienne III de Moldavie.

De son deuxième mariage avec Sophie Paléologue naissent au moins cinq fils et deux filles :
- Hélène de Moscou (1476-1513), mariée en 1495 à Alexandre Ier Jagellon (1461-1506), grand-duc de Lituanie et roi de Pologne ;
- Vassili III (1479-1533) ;
- Iouri (1480-1536), prince de Dmitrov ;
- Dimitri (1481-1518), prince d'Ouglitch ;
- Fedossia (1485-1501), mariée à Vassili Danilovitch prince de Kholm ;
- Siméon (1487-1518), prince de Kalouga ;
- André (1490-1536), prince de Staritza ; il épouse en 1533 Euphrosine (1516-1569), fille du prince Andreï Feodorovitch Khovansky ;
- Eudoxie (1492-1513), elle épouse en 1506 le prince Pierre de Kazan (mort en 1523).